# What Are You Doing the Rest of Your Life?
What Are You Doing the Rest of Your Life? ist ein Song von Michel Legrand (Musik), Alan Bergman und Marilyn Bergman (Text), der 1969 veröffentlicht wurde.

## Hintergrund
Legrand, Bergman und Bergman schrieben den Song für den Film Happy End für eine Ehe  (Originaltitel: The Happy Ending, 1969), unter der Regie von Richard Brooks, mit Jean Simmons und John Forsythe in den Hauptrollen. In dem Film wird der Song von Michael Dees vorgestellt.
In dem Liedtext denkt der Sänger über seine(n) Geliebte(n) nach; er wünscht sich, dessen Gesicht in allen Facetten des Lichts zu sehen, auch in denen der Dunkelheit. Der Sänger fragt nach dem, was der andere mit dem Rest seines Lebens anfangen wolle; er habe nur eine Bitte: diese Zeit mit ihm zu teilen.

## Auszeichnungen
Das Lied erhielt 1970 eine Oscar-Nominierung in der Kategorie Bester Song, außerdem eine Golden-Globe-Nominierung. 1973 wurde What Are You Doing the Rest of Your Life? mit dem Grammy Award in der Kategorie Bestes Instrumental-Arrangement mit Gesangsbegleitung in der Version von Sarah Vaughan und dem Arrangement von Michel Legrand ausgezeichnet. Billy Childs, Gil Goldstein und Heitor Pereira gewannen bei den Grammy Awards 2006 in derselben Kategorie mit einer Version, die Chris Botti und Sting interpretierten.

## Coverversionen und Alternativtitel
Bereits 1970 wurde der Song in zahlreichen Coverversionen aufgenommen, u. a. von Peggy Lee, Bill Evans (From Left to Right), Jimmy Smith und Stan Kenton; Tom Lord listet allein 312 Versionen im Bereich des Jazz. In den folgenden Jahren wurde der Filmsong auch durch die Aufnahmen von Frank Sinatra, Sacha Distel, Shirley Bassey (Something), Barbra Streisand, Gene Ammons, Oscar Peterson und Rita Reys bekannt.
Der Legrand/Bergman-Filmsong von 1969 ist nicht zu verwechseln mit dem gleichnamigen Lied von Burton Lane und Ted Koehler, das Jack Carson und Jane Wyman (begleitet vom Tommy Dorsey Orchestra) in dem Film Hollywood Canteen (1944) sangen. Ein weiterer Song dieses Titels stammte von Henry H. Tobias (Musik) und Charlie Tobias (Text); er wurde von Max Rumpf (1938) und von Kurt Hohenberger 1939 unter dem deutschen Titel Was ist das Ende vom Lied aufgenommen.